# Zygmunt Heryng
Zygmunt Samuel Heryng (ur. 8 kwietnia 1854 w Warszawie, zm. 27 stycznia 1931 tamże) – polski ekonomista, działacz socjalistyczny i społeczny.

## Życiorys
Zygmunt Heryng urodził się w zasymilowanej żydowskiej rodzinie kupieckiej w Warszawie. Rodzicami jego byli Edward Heryng (1818-1888), kupiec i obywatel miasta Warszawy, członek Komitetu Giełdy Warszawskiej (1873-1876), sędzia trybunału handlowego (1870), oraz Emilia Szletyńska (1823-1885). Wśród sześciorga rodzeństwa (oprócz Zygmunta) największą sławę zyskał Teodor Heryng (1847-1925), znany lekarz i laryngolog warszawski.
W 1871 Heryng ukończył II Męskie Gimnazjum Klasyczne w Warszawie i rozpoczął studia w Instytucie Górniczym w Petersburgu, które przerwał po roku. Edukację kontynuował w Wiedeńskiej Akademii Handlowej, a po uzyskaniu dyplomu w 1873 i krótkiej praktyce handlowej w kantorze ojca wyjechał ponownie w 1876 do Instytutu Górniczego w Petersburgu. Tam zaangażował się w działalność kółek socjalistycznych. Idea nie była mu obca, bowiem już w gimnazjum przyjaźnił się z Kazimierzem Hildtem (1853-1879), jednym z pionierów polskiego socjalizmu. Pobyt w Petersburgu zaowocował studiami nad teoriami Marksa, Rodbertusa i Lassalle’a, współredagował także wraz z Aleksandrem Więckowskim nielegalne pismo „Naczało”, brał udział w jednej z pierwszych demonstracji młodzieży i robotników przed Soborem Kazańskim 6 lutego 1876. W 1878 na wezwanie Ludwika Waryńskiego powrócił do Warszawy i zajął się zakładaniem kółek socjalistycznych. Za swoją działalność w kwietniu 1879 został osadzony w X Pawilonie i skazany w trybie administracyjnym na dwa i pół roku zesłania na Syberię Wschodnią. W X Pawilonie znalazła się także narzeczona Zygmunta Herynga, Helena Kon (1859-1916), również działaczka socjalistyczna, która dołączyła do niego dobrowolnie na syberyjskie zesłanie. Ich ślub odbył się w Krasnojarsku, a pierwsza córka Stefania urodziła się w 1881 na statku na rzece Jenisej. Zesłanie syberyjskie trwało od lipca 1881 do maja 1883, po Krasnojarsku, miejscem osiedlenia Heryngów stał się Jenisejsk.

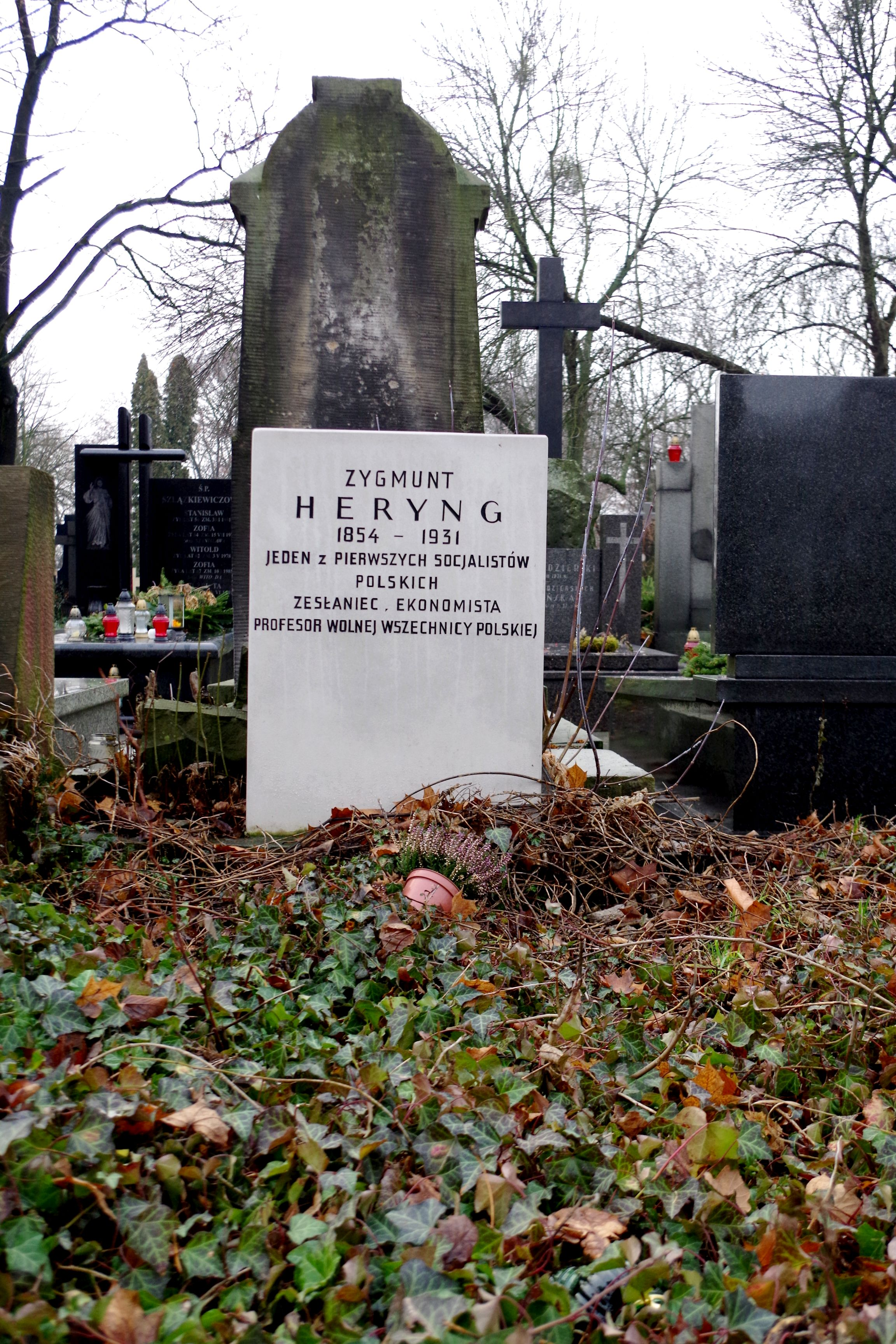
Grób ekonomisty Zygmunta Herynga na cmentarzu Powązkowskim

Po powrocie do kraju w 1883. Zygmunt Heryng zajmował się działalnością publicystyczną, współpracował z „Gazetą Handlową”, „Przeglądem Tygodniowym”, „Ateneum” i „Prawdą”, był jednym z założycieli miesięcznika „Fortuna” (1885) i tygodnika „Głos” (1886). Wykładowca Uniwersytetu Latającego w Warszawie. W 1898 związał się z Polską Partią Socjalistyczną, a po jej rozłamie pozostał w Polskiej Partii Socjalistycznej-Frakcji Rewolucyjnej. W 1904 brał czynny udział w demonstracji na placu Grzybowskim w Warszawie, współorganizował Uniwersytet dla Wszystkich. Był inspektorem prywatnej szkoły realnej Zdzisława Majewskiego pod nazwą „Szkoła Zrzeszenia Nauczycieli”, działającej przy ulicy Nowowielkiej 1c, po wiecu w 1907 zamkniętej administracyjnie, a Bukowiński skazany wówczas na trzy miesiące więzienia. Ścigany za działalność polityczną i oświatową w czasie rewolucji 1905–1907 przeniósł się do Galicji i osiedlił się wraz z rodziną w Skawinie. Wykładał w Uniwersytecie Ludowym w Krakowie oraz zainicjował wydawanie „Encyklopedii Ludowej”. Nadal był aktywnym działaczem, od 1913 był członkiem Wydziału Finansowego Komisji Tymczasowej Skonfederowanych Stronnictw Niepodległościowych. W 1909 kolegium profesorskie Politechniki Lwowskiej powołało Herynga na stanowiska profesora zwyczajnego ekonomii politycznej, jednak władze austriackie nie zatwierdziły tego wyboru. W czasie I wojny światowej Heryngowie powrócili do Warszawy, gdzie w 1916 zmarła Helena. Zygmunt Heryng od 1915 działał w Uniwersytecie Ludowym, organizował Towarzystwo Szerzenia Wiedzy Handlowej i Przemysłowej, prowadził wykłady w Stowarzyszeniu Wolnomyślicieli Polskich oraz w Wolnej Wszechnicy Polskiej (ekonomia politycznej i ubezpieczeń społecznych). W niepodległej Polsce pracował w Ministerstwie Opieki Społecznej, w 1920 powierzono mu referat prac naukowych we wszystkich działach ubezpieczeń społecznych. Było to zgodne z dotychczasowym tokiem jego kariery zawodowej, bowiem przez całe życie zarabiał pracując w towarzystwach ubezpieczeniowych: „Przezorność”, „Nadieżda”, „Rosja”, a następnie „Piast”.
Po śmierci żony Heleny Zygmunt Heryng poślubił w 1919 Natalię Politur, z tego związku urodziła się najmłodsza córka Halina (1920–2011). W małżeństwie z Heleną miał pięcioro dzieci: Stefanię (1881-1937), Jadwigę (1884-1957), Jerzego (1886-1937), Juliana (1888-1920?) oraz Edwarda, który zmarł w dzieciństwie. Troje jego najstarszych dzieci związanych było z lewym skrzydłem ruchu socjalistycznego, Jerzy należał do czołowych działaczy komunistycznych w niepodległej Polsce. Stefania była żoną Maksymiliana Horwitz-Waleckiego, jednego z przywódców Komunistycznej Partii Polski.
Zygmunt Heryng zmarł 27 stycznia 1931 i został pochowany na cmentarzu Powązkowskim (kwatera c-3-16).

## Działalność naukowa i pisarska
Działalność naukowa i pisarska Zygmunta Herynga zaowocowała wieloma pracami. Największą sławę przyniosła mu książka Logika ekonomii. Zasadnicze pojęcia ekonomiczne ze stanowiska nauki o energii, Warszawa 1896. Praca została podzielona na trzy części. W pierwszej części Logiki ekonomii autor przedstawiał Teoretyczno – poznawcze podstawy badań ekonomicznych. Zajął się w tej części analizą zjawiska przyczynowości, opisywał pojęcia siły i energii. W drugiej części przedstawił Logiczne podstawy badań ekonomicznych. Autor opierał się w nim na swoich poprzednich badaniach, które dotyczyły systemu logiki Wilhelma Wundta. Trzecia część pracy Zasadnicze pojęcia ekonomiczne była przedstawieniem własnego systemu ekonomicznego ze stanowiska nauki o energii. Na gruncie Logiki Wundta oparł Z. Heryng własne poszukiwania metodologiczne nowych rozwiązań badawczych w ekonomii. Połączył je z energetyzmem, odwołując się w swoich w analizach ekonomicznych do ówczesnych prac z dziedziny fizyki (Helmholza, Meyera i Jule’a). Logika ekonomii ta była tłumaczona na rosyjski (Логика экономіи: основныя экономическія понятія съ энергетической точки зрѣнія 1909) oraz francuski (niewydana), podsumowujący rozdział ukazał się w Annalen der Naturphilosophie Wilhelma Ostwalda (1910). Praca spotkała się z niezwykle żywym odbiorem w środowisku naukowym. Poświęcono jej liczne recenzje, do najważniejszych należały: Ludwik Krzywicki, Kosmos i społeczeństwo (z powodu Zygmunt Herynga Logiki ekonomii), Prawda 1897, nr 14-17, recenzja Jana Steckiego na łamach Głosu oraz odrębna praca J. K. Potocki, O energii społecznej. Rzecz z powodu „Logiki ekonomii” Herynga, Warszawa 1900. Inne książki ekonomiczne Herynga to:
- Rubel. Historia, przyczyny wahań, środki ustalenia pierwotnego rubla. Studium ekonomiczne, Warszawa 1890;
- Teoria i praktyka ekonomii, Warszawa 1897;
- Gawędy ekonomiczne, Warszawa 1891 i 1906;
- Èkonomičeskìja besědy: (osnovy političeskoj èkonomìi) S.-Petersburg 1901;
- Jaką winna być „Encyklopedia Ludowa?”, Kraków 1908;
- O czym mówią nauki społeczne? Ekonomia społeczna, Warszawa 1908;
- Finansowe podstawy bytu ekonomicznego w niepodległej Polsce, Warszawa 1917;
- Samopomoc społeczna jako ostatnia dla nas deska ratunku, Warszawa 1923;
- Rola kapitału amerykańskiego w życiu państwowym i gospodarczym Polski, Warszawa 1929

Tytuły te nie dają jednak pełnego obrazu aktywności intelektualnej Herynga, który zajmował się także problemami filozoficznymi i religioznawczymi oraz interesował się matematyką (pozostawione w rękopisie materiały do podręcznika arytmetyki elementarnej), logiką, psychologią, socjologią. W rękopisie pozostało m.in. studium Świat jako ruch oraz materiały do pracy o Józefie Piłsudskim.
Pod konic życia Heryng opracował wspomnienia o swoim udziale w początkach ruchu socjalistycznego w Rosji i w Polsce. Są one spisane z pozycji nie tylko uczestnika historii, ale także uczonego, który wydarzenia wyjaśnia z punktu widzenia socjologii i psychologii:
- Socjalizm przed pół wiekiem (1875-1880) w Rosji i w Polsce. Przeżycia i rozważania, Łódź 2007. (Fragmenty publikowane na łamach Niepodległości, t. 1, 3, 1930).

Heryng tłumaczył także prace Wilhelma Wundta, Teoria poznania, Warszawa 1889 oraz powieści Emila Zoli Rougon-Macquart na łamach Przeglądu Tygodniowego.